# Smižany
Smižany és un poble i municipi d'Eslovàquia. Es troba a la regió de Košice, a l'est del país.

## Història
La primera referència escrita de la vila data del 1254.

## Demografia
| Godina             | 1994 | 2004    | 2014   | 2024   |
| ------------------ | ---- | ------- | ------ | ------ |
| Nombre de persones | 6592 | 8269    | 8623   | 8825   |
| Diferència         |      | +25,43% | +4,28% | +2,34% |

| Godina             | 2023 | 2024   |
| ------------------ | ---- | ------ |
| Nombre de persones | 8828 | 8825   |
| Diferència         |      | −0,03% |